# Scrupocellaria delilii
Scrupocellaria delilii är en mossdjursart som först beskrevs av Jean Victor Audouin 1826.  Scrupocellaria delilii ingår i släktet Scrupocellaria och familjen Candidae. Inga underarter finns listade i Catalogue of Life.